# 托登罕宮路站
托登罕宮路站（發音：/tɒtnəm/ tot-nəm），英國倫敦換乘站，伊利沙伯線、倫敦地鐵中央線及北線在此設站點，本站設在聖吉爾斯圓環一帶，有牛津街、新牛津街、托登罕宮路及查令十字路多條道路交會於此。
本站位於倫敦軌道運輸第1收費區。

## 歷史
本站是由中央倫敦鐵路（CLR）於1900年7月30日啟用，月台位在牛津街之下聖吉爾斯圓環西側，且以月台東端的升降梯與售票大廳連接。查令十字、尤斯頓暨漢普斯特德鐵路（CCE&HR；今天地鐵北線的一部分）隨後於1907年6月22日經過此處，但另名為牛津街站，而將其托登罕宮路站作為牛津街往北的下一站，直到聯絡中央線東向及北線南向月台的通道於1908年9月3日完工為止，牛津街站才與中央線的車站共同更為現名，北線原本的托登罕宮路站則同時更名為古吉街站。原本的售票廳位於牛津街及查令十字路口的東南角，當時的升降梯及緊急逃生梯都還存在，而其緊急逃生梯經常由於原有手扶梯無法應付過多人潮，而開放作為通往北線月台之用。後來CCE&HR的舊站體隨著中間點大廈（Centre Point）在1960年代的落成而遭到破壞。

### 改建

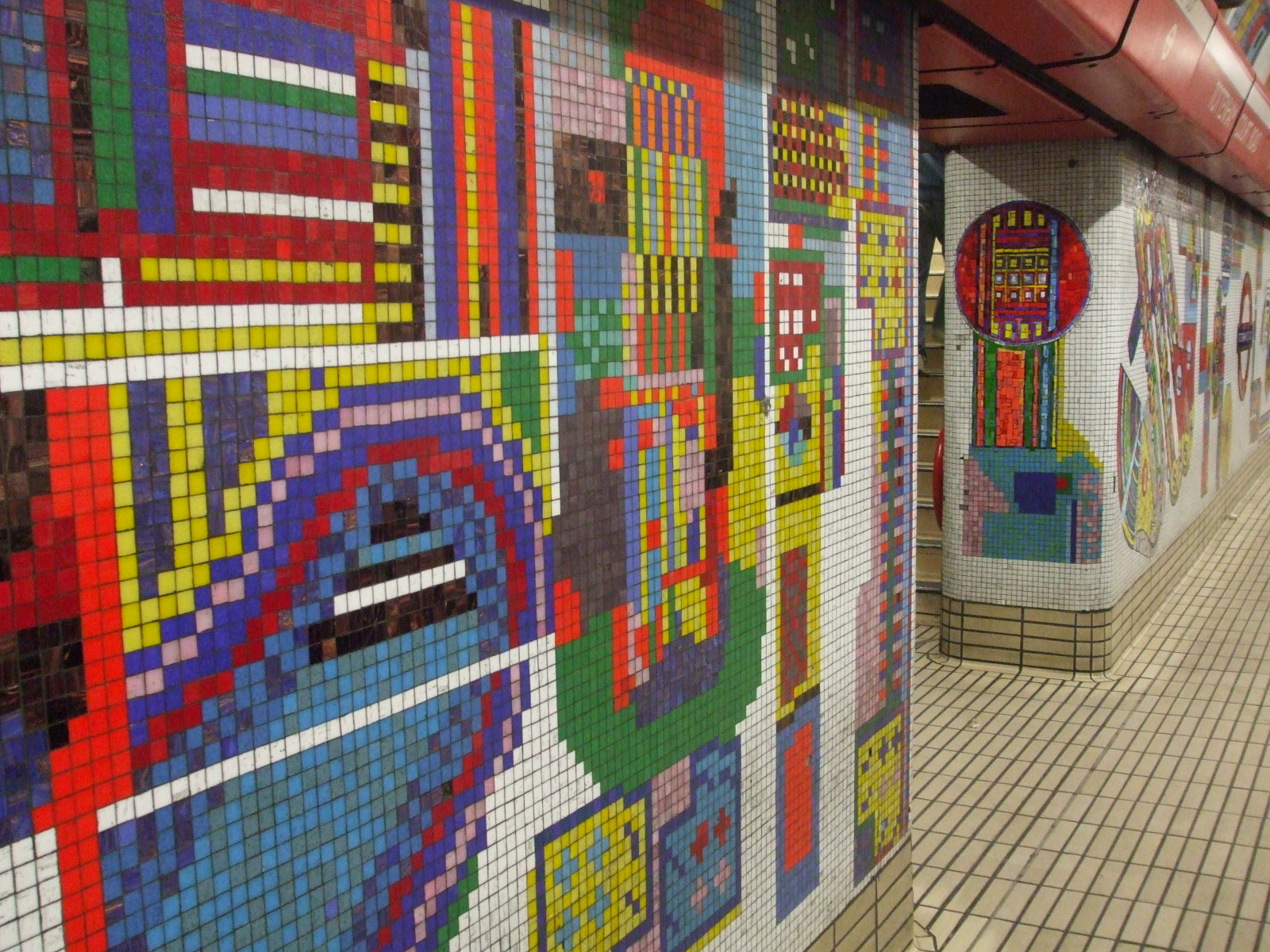
1982年設置於中央線月台、由愛德華多·包洛奇創作的馬賽克圖案

像其他許多地處倫敦鬧區的地鐵站一樣，托登罕宮路站也在1930年代全面將原本的升降梯更換為手扶梯，由路口下方的大堂通到中央線月台東端，抵達一個轉換層，再由幾組扶梯下通至北線月台北端，並移除了原先的升降梯，剩下的電梯井則改為通風管。1938年在本站啟用了一台冷卻器，後於1949年停用。
由於進出北線月台的乘客流量過大而經常塞住，因此增設了幾組手扶梯自月台的中段上通至聯絡轉換層的地道，雖然解決了部份的擁擠，但反而造成了新的問題——自北線離站的乘客動線往往與進出中央線的乘客動線交匯，時常動彈不得。
1984年，本站進行了一次全面翻新，消除了原先兩線月台設計上的差異，在牆上大量採用棋盤及方塊狀的圖案，反映了托登罕宮路一帶消費電子產品販賣店雲集的特色，成為本站一大引人之處。

### 橫貫鐵路

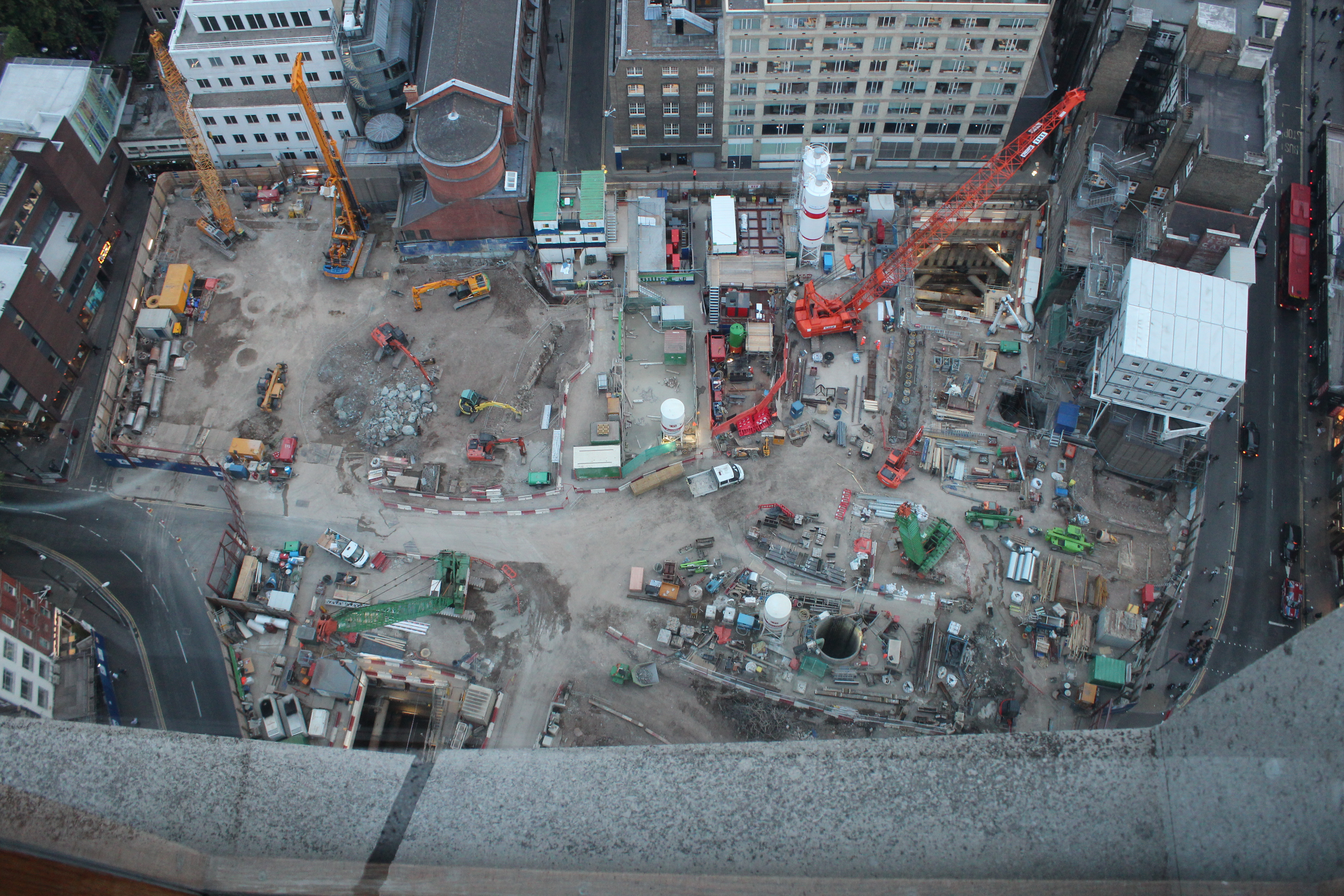
2011年時本站的擴建工程

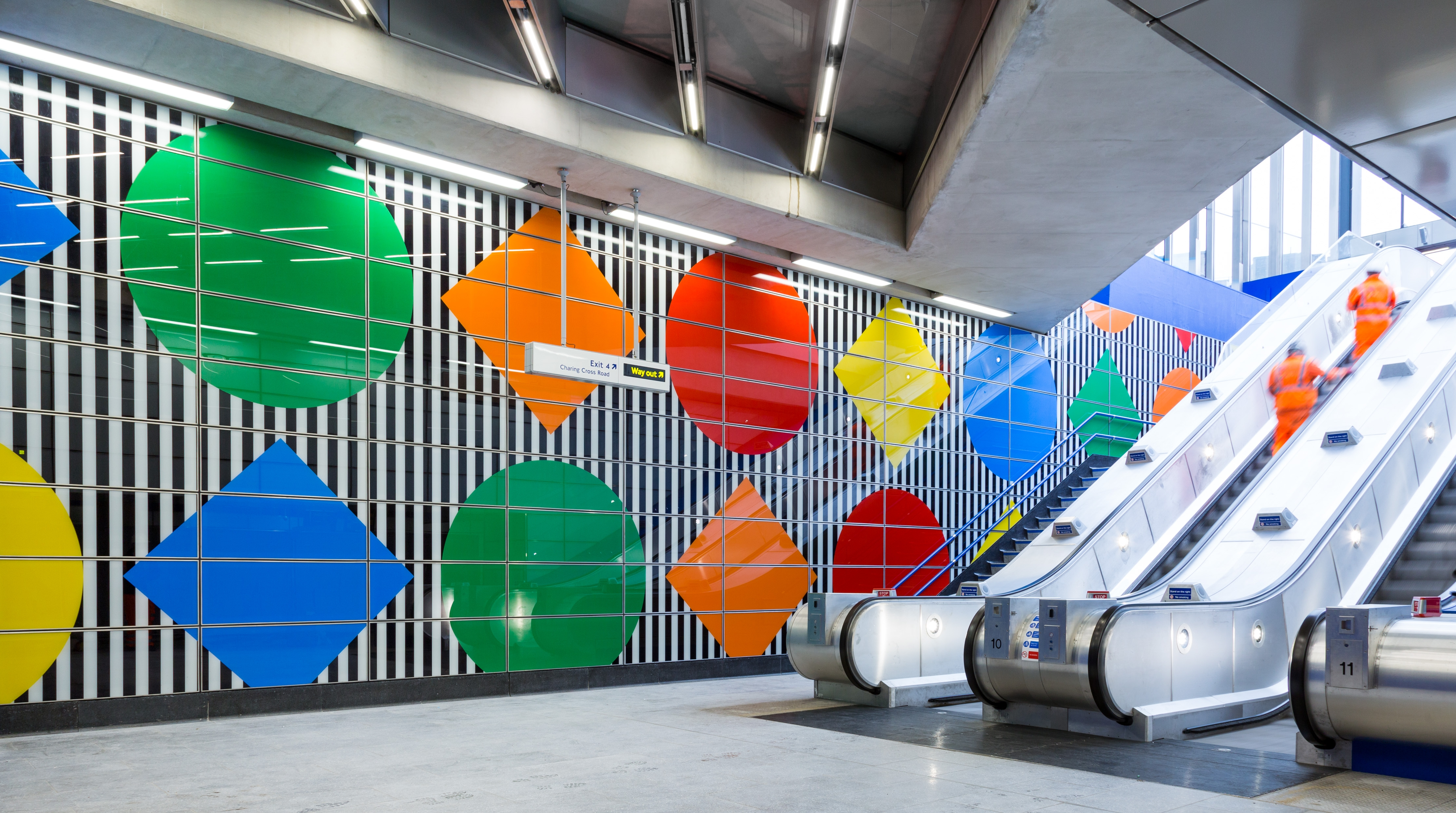
2016年時本站東出入口已擴建完成，並設有藝術品

2010年代中期，本站因橫貫鐵路工程而得以改造和擴建。本站的改造工程耗資5億英鎊，歷時8年。為了騰出空間進行擴建工程，倫敦阿斯托里亞劇院和本站原本的中央線出入口被拆除。本站的中央線及北線服務亦需輪流暫停，讓車站提升工程得以進行。
2017年車站工程完成後，本站設施得到以下提升：
- 新票務廳位於聖吉爾斯圓環和中間點大樓前廣場的地底，面積比原有的大六倍
- 於中間點大樓前設立新的公共廣場，並於廣場設立出入口
- 設立新的車站通道，並擴闊原有通道
- 設立升降機至伊利沙伯線月台東端
- 為月台、大堂層至出入口提供無障礙通道
- 修復設置於中央線月台、由愛德華多·包洛奇創作的藝術品，並於擴建後的東出入口設置新的藝術品
- 於迪恩街（Dean Street）設立西出入口和票務廳，並於地底連接伊利沙伯線月台西端

位於東西兩座票務廳之間的伊利沙伯線全長230米，位於蘇豪廣場的地底。2021年初，已完成的西出入口和伊利沙伯線月台由橫貫鐵路轉交倫敦交通局。
2022年5月24日，伊利沙伯線帕丁頓至修道院森林段開通運營，本站於週一至六增設伊利沙伯線列車服務。同年11月6日，伊利沙伯線增設週日的服務，列車服務亦變更為雷丁 / 希思羅機場 — 修道院森林，以及帕丁頓 — 仙菲爾德。兩種列車服務均會途經本站。

## 列車服務

### 日間非繁忙時間服務

#### 北線
截至2021年9月，本站的北線列車班次每小時為：
- 10班 北行 往艾奇韋爾
- 8班 北行 往高巴尼特
- 2班 北行 往磨坊山東
- 20班 南行 往肯寧頓 （其中5班續駛至巴特錫發電站）

在繁忙時間，本站亦設有續駛至摩登的南行列車服務。

#### 中央線
截至2022年7月，本站的中央線列車班次每小時為：
- 12班 西行 往諾霍特 （其中9班續駛至西萊斯里普）
- 12班 西行 往白城 （其中9班續駛至伊靈大道）
- 12班 東行 往勞頓 （其中9班續駛至埃平）
- 12班 東行 往紐貝利公園 （其中9班續駛至海諾特）

#### 伊利沙伯線
截至2022年11月6日，本站的伊利沙伯線列車班次每小時為：
- 8班 東行 往修道院森林
- 8班 東行 往仙菲爾德
- 2班 西行 往希斯羅機場4號航站樓
- 2班 西行 往希斯羅機場5號航站樓
- 2班 西行 往梅登黑德
- 2班 西行 往雷丁
- 8班 西行 往帕丁頓

### 通宵服務
2016年8月19日，倫敦地鐵開始逢週五、六晚上於中央線運行通宵列車，本站首次有通宵列車服務。同年11月8日起，倫敦地鐵開始逢週五、六晚上於北線的艾奇韋爾、高巴尼特、查令十字和摩登支線運行通宵列車，因此本站亦於同日起有北線通宵列車服務。
2020年3月20日，中央線和北線的通宵列車服務因2019冠狀病毒病疫情而暫停。中央線的通宵列車服務於2021年11月重開。2022年7月2日起，北線恢復於週五、六晚上於艾奇韋爾、高巴尼特、查令十字和摩登支線開行通宵列車，磨坊山東、巴特錫支線則沒有通宵列車服務。
伊利沙伯線不設通宵列車服務。
本站週五、六晚上通宵列車每小時的班次為：

#### 北線
- 4班 北行 往艾奇韋爾
- 4班 北行 往高巴尼特
- 8班 南行 往摩登

#### 中央線
- 6班 西行 往白城 （其中3班續駛至伊靈大道）
- 3班 東行 往勞頓
- 3班 東行 往海諾特（經紐貝利公園）

## 接駁交通
倫敦巴士 1、8、14、19、24、29、38、55、73、98、176、390號和通宵路線N1、N5、N8、N19、N20、N29、N38、N41、N55、N68、N73、N98、N171、N207、N253和N279號均服務本站。

## 圖片

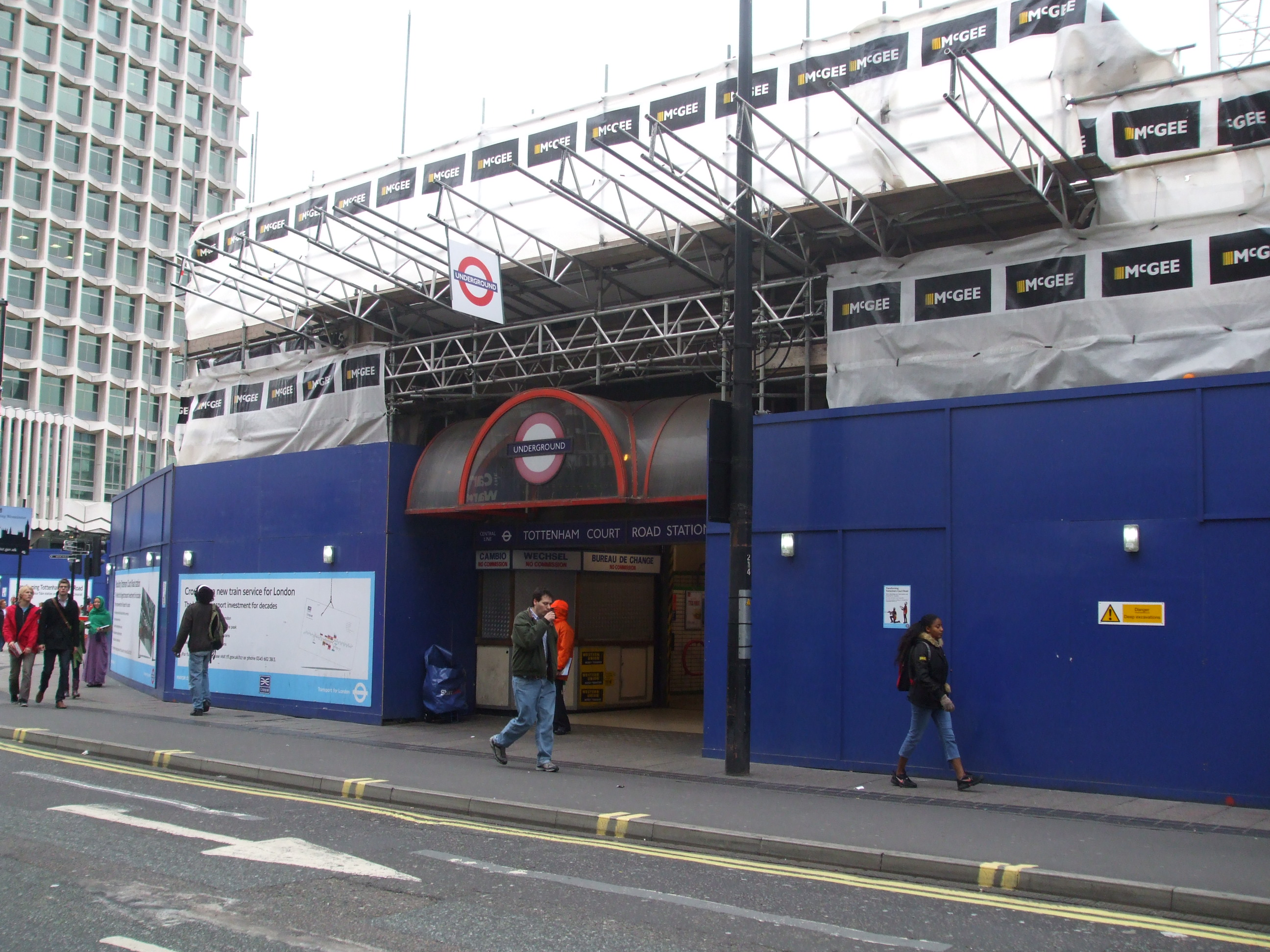
於2009年整修期間的托登罕宮路站入口
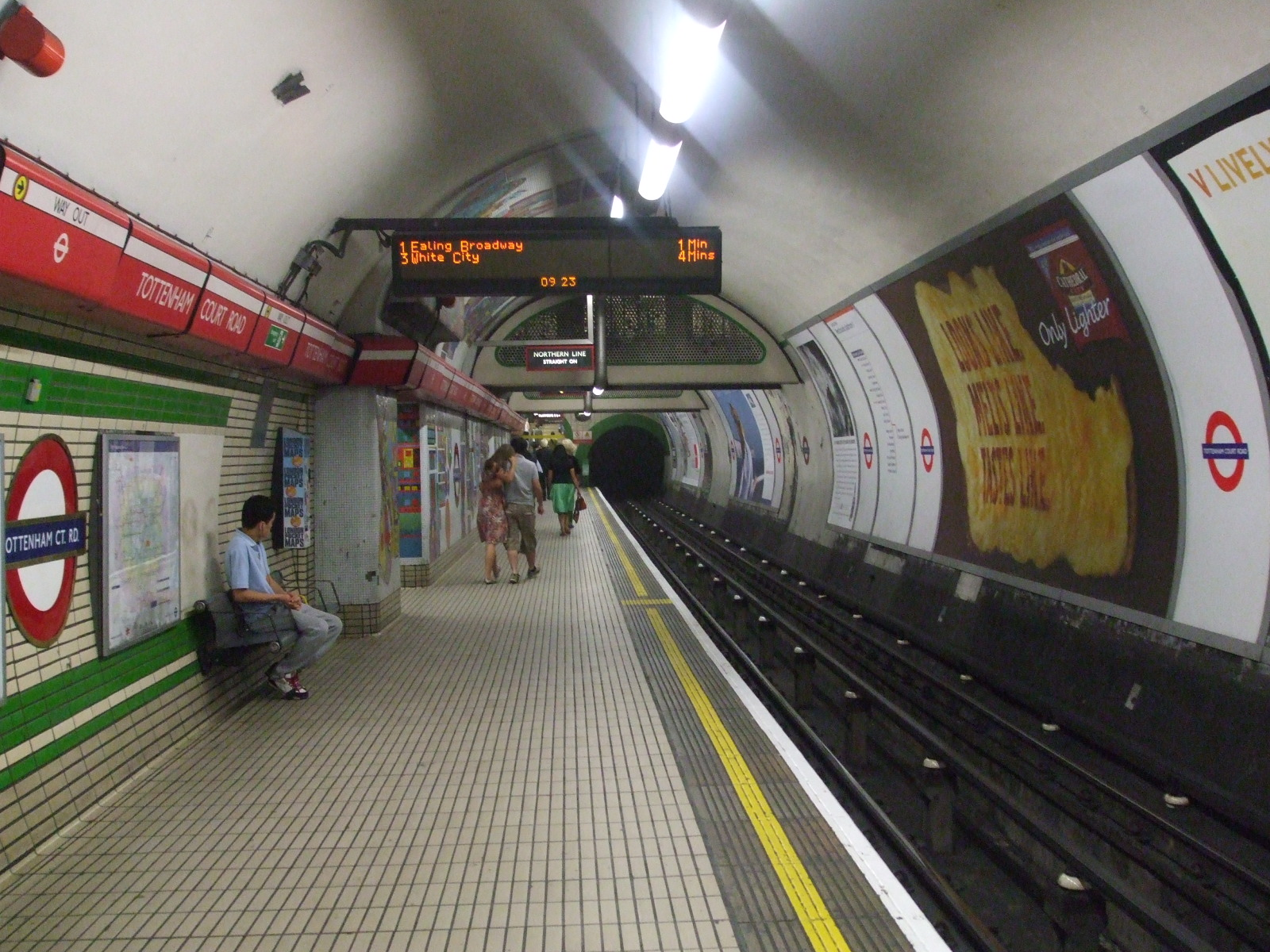
往東看中央線西向月台
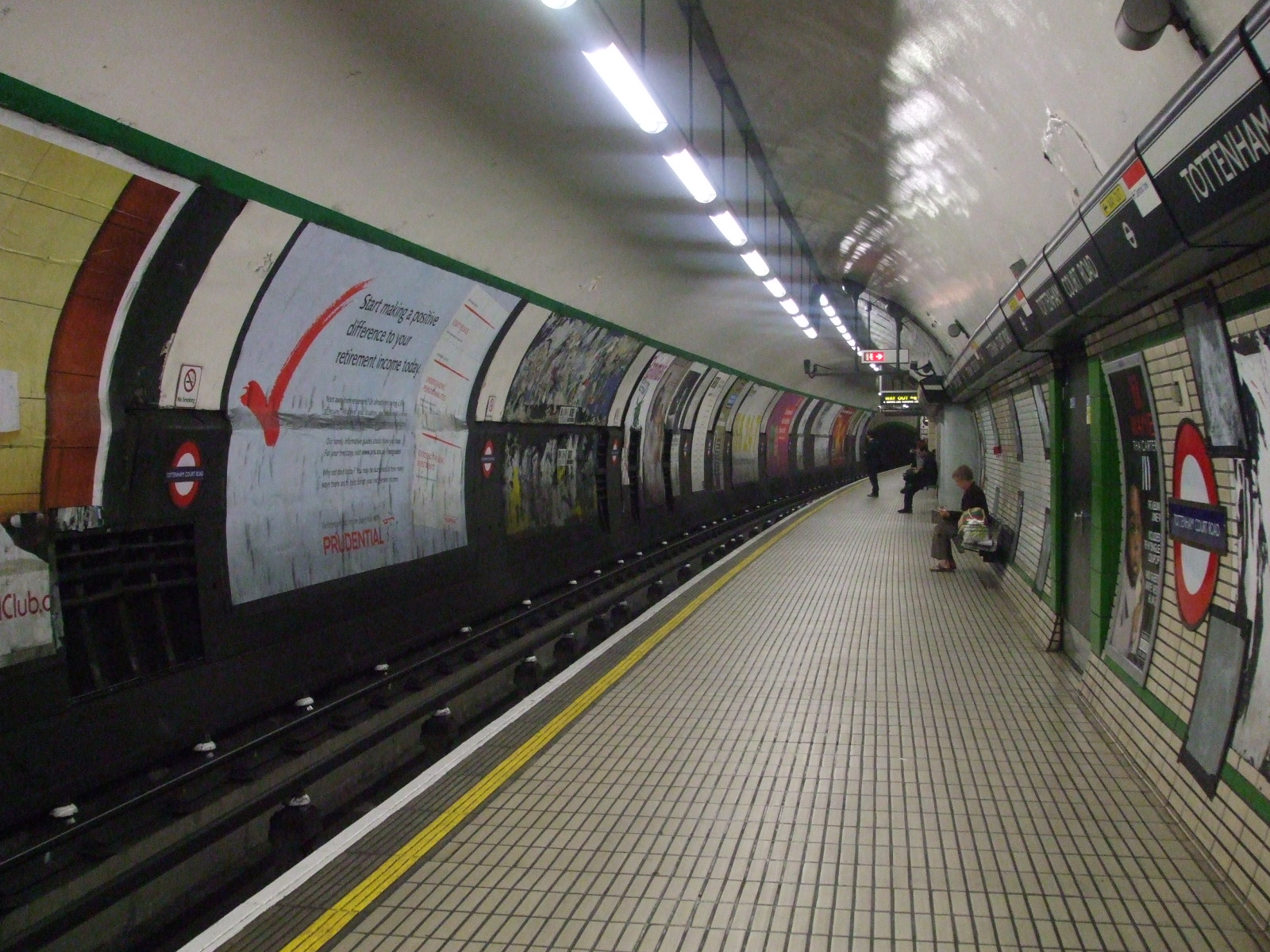
往北看北線北向月台
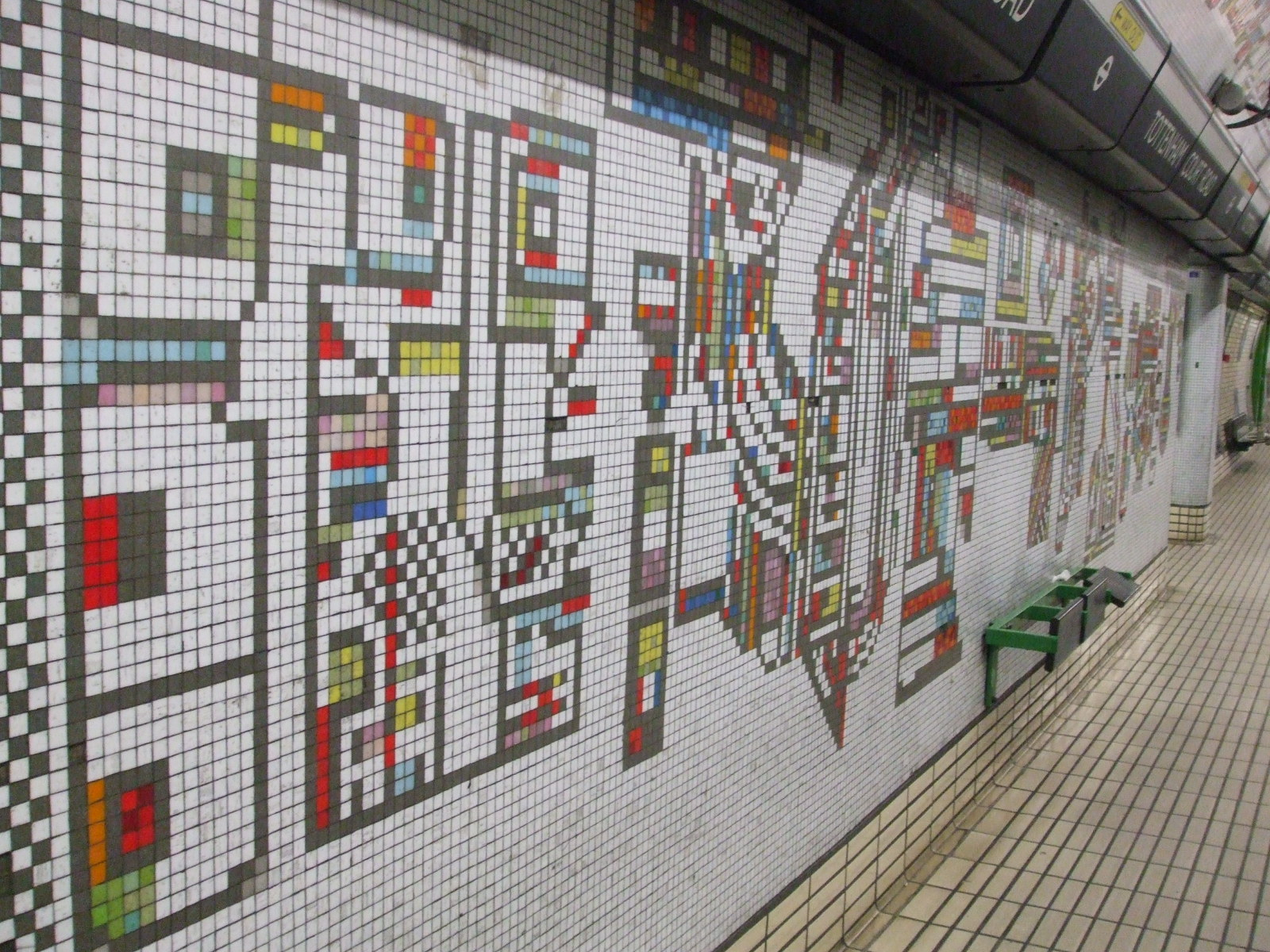
北線月台牆上的圖案
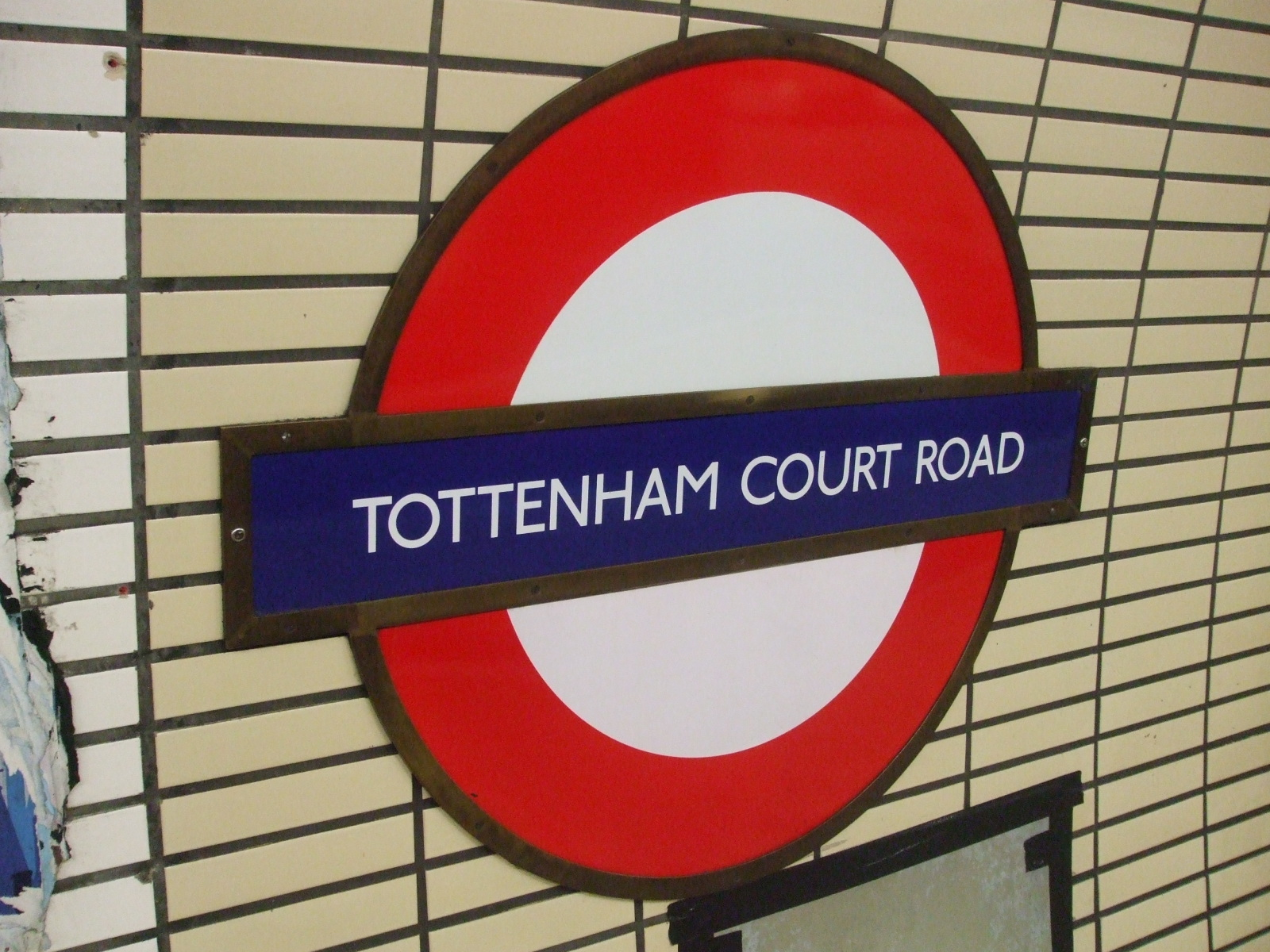
北線北向月台牆上的地鐵標誌及站名

## 備注
1. ↑  又譯圖騰漢廳路站